# サンディ・カローラ
サンディ・カローラ（Sandy Collora、1968年8月8日 - ）は、アメリカ合衆国の映画監督。

## 作品
- 処刑惑星